# Campeonato Europeo de Xterra Triatlón
El Campeonato Europeo de Xterra Triatlón es la máxima competición a nivel europeo de Xterra triatlón. Es organizado desde 2004 por la empresa Team Unlimited quien posee la marca.

## Ediciones
| N.º  | Año  | Sede                | País            |
| ---- | ---- | ------------------- | --------------- |
| I    | 2004 | Hluboká nad Vltavou | República Checa |
| II   | 2006 | Orosei              | Italia          |
| III  | 2007 | Orosei              | Italia          |
| IV   | 2008 | Orosei              | Italia          |
| V    | 2009 | Klopeiner See       | Austria         |
| VI   | 2010 | Orosei              | Italia          |
| VII  | 2011 | Olbersdorf          | Alemania        |
| VIII | 2015 | Cranleigh           | Reino Unido     |
| IX   | 2016 | Olbersdorf          | Alemania        |
| X    | 2017 | Møns Klint          | Dinamarca       |
| XI   | 2018 | Olbersdorf          | Alemania        |
| XII  | 2019 | Prachatice          | República Checa |
| XIII | 2021 | Trento              | Italia          |
| XIV  | 2022 | Prachatice          | República Checa |
| XV   | 2023 | Namur               | Bélgica         |

## Palmarés

### Masculino
| N.º  | Año  | Sede                                     | Oro                      | Plata                         | Bronce                        |
| ---- | ---- | ---------------------------------------- | ------------------------ | ----------------------------- | ----------------------------- |
| I    | 2004 | Hluboká nad Vltavou · ( República Checa) | Nicolas Lebrun Francia   | Jan Rehula · República Checa  | David Henestrosa · España     |
| II   | 2006 | Orosei · ( Italia)                       | Nicolas Lebrun Francia   | Ronny Dietz · Alemania        | Andreas Böcherer · Alemania   |
| III  | 2007 | Orosei · ( Italia)                       | Olivier Marceau · Suiza  | Franky Batelier Francia       | Nicolas Lebrun Francia        |
| IV   | 2008 | Orosei · ( Italia)                       | Olivier Marceau · Suiza  | Nicolas Lebrun Francia        | Felix Schumann · Alemania     |
| V    | 2009 | Klopeiner See · ( Austria)               | Franky Batelier Francia  | Karel Zadák · República Checa | Sam Gardner Reino Unido       |
| VI   | 2010 | Orosei · ( Italia)                       | Franky Batelier Francia  | Olivier Marceau · Suiza       | Felix Schumann · Alemania     |
| VII  | 2011 | Olbersdorf · ( Alemania)                 | Olivier Marceau · Suiza  | Ronny Dietz · Alemania        | Karel Zadák · República Checa |
| VIII | 2015 | Cranleigh ( Reino Unido)                 | Rubén Ruzafa · España    | Conrad Stoltz Sudáfrica       | Ben Allen Australia           |
| IX   | 2016 | Olbersdorf · ( Alemania)                 | Rubén Ruzafa · España    | Sam Osborne Nueva Zelanda     | Bradley Weiss Sudáfrica       |
| X    | 2017 | Møns Klint ( Dinamarca)                  | Bradley Weiss Sudáfrica  | Sam Osborne Nueva Zelanda     | Roger Serrano · España        |
| XI   | 2018 | Olbersdorf · ( Alemania)                 | Bradley Weiss Sudáfrica  | Sam Osborne Nueva Zelanda     | Roger Serrano · España        |
| XII  | 2019 | Prachatice · ( República Checa)          | Arthur Serrieres Francia | Rubén Ruzafa · España         | Bradley Weiss Sudáfrica       |
| XIII | 2021 | Trento · ( Italia)                       | Arthur Serrieres Francia | Félix Forissier Francia       | Maxim Chané Francia           |
| XIV  | 2022 | Prachatice · ( República Checa)          | Arthur Serrieres Francia | Félix Forissier Francia       | Rubén Ruzafa · España         |
| XV   | 2023 | Namur · ( Bélgica)                       | Félix Forissier Francia  | Arthur Serrieres Francia      | Rubén Ruzafa · España         |

### Femenino
| N.º  | Año  | Sede                                     | Oro                           | Plata                             | Bronce                            |
| ---- | ---- | ---------------------------------------- | ----------------------------- | --------------------------------- | --------------------------------- |
| I    | 2004 | Hluboká nad Vltavou · ( República Checa) | Jamie Whitmore Estados Unidos | Anke Erlank Sudáfrica             | Ute Schäfer · Alemania            |
| II   | 2006 | Orosei · ( Italia)                       | Renata Bucher · Suiza         | Stefania Bonazzi · Italia         | Claudia Frank · Alemania          |
| III  | 2007 | Orosei · ( Italia)                       | Eszter Erdélyi · Hungría      | Carina Wasle · Austria            | Sibylle Matter · Suiza            |
| IV   | 2008 | Orosei · ( Italia)                       | Sibylle Matter · Suiza        | Renata Bucher · Suiza             | Carina Wasle · Austria            |
| V    | 2009 | Klopeiner See · ( Austria)               | Renata Bucher · Suiza         | Carina Wasle · Austria            | Nicola Duggan Reino Unido         |
| VI   | 2010 | Orosei · ( Italia)                       | Melanie McQuaid · Canadá      | Renata Bucher · Suiza             | Sibylle Matter · Suiza            |
| VII  | 2011 | Olbersdorf · ( Alemania)                 | Marion Lorblanchet Francia    | Renata Bucher · Suiza             | Helena Erbenová · República Checa |
| VIII | 2015 | Cranleigh ( Reino Unido)                 | Lesley Paterson Reino Unido   | Renata Bucher · Suiza             | Jacqueline Slack Reino Unido      |
| IX   | 2016 | Olbersdorf · ( Alemania)                 | Michelle Flipo Francia        | Myriam Guillot Francia            | Brigitta Poór · Hungría           |
| X    | 2017 | Møns Klint ( Dinamarca)                  | Brigitta Poór · Hungría       | Nicole Walters Reino Unido        | Elizabeth Orchard Nueva Zelanda   |
| XI   | 2018 | Olbersdorf · ( Alemania)                 | Brigitta Poór · Hungría       | Helena Erbenová · República Checa | Carina Wasle · Austria            |
| XII  | 2019 | Prachatice · ( República Checa)          | Morgane Riou Francia          | Helena Erbenová · República Checa | Loanne Duvoisin · Suiza           |
| XIII | 2021 | Trento · ( Italia)                       | Sandra Mairhofer · Italia     | Michelle Flipo · México           | Diede Diederiks · Países Bajos    |
| XIV  | 2022 | Prachatice · ( República Checa)          | Sandra Mairhofer · Italia     | Alizée Patiès Francia             | Loanne Duvoisin · Suiza           |
| XV   | 2023 | Namur · ( Bélgica)                       | Loanne Duvoisin · Suiza       | Sandra Mairhofer · Italia         | Alizée Patiès Francia             |

## Medallero histórico
- Actualizado hasta Namur 2023.[1]

| Núm. | País            | Oro | Plata | Bronce | Total |
| ---- | --------------- | --- | ----- | ------ | ----- |
| 1    | Francia         | 11  | 7     | 3      | 21    |
| 2    | Suiza           | 7   | 5     | 4      | 16    |
| 3    | Hungría         | 3   | 0     | 1      | 4     |
| 4    | Sudáfrica       | 2   | 2     | 2      | 6     |
| 5    | Italia          | 2   | 2     | 0      | 4     |
| 6    | España          | 2   | 1     | 5      | 8     |
| 7    | Reino Unido     | 1   | 1     | 3      | 5     |
| 8    | Canadá          | 1   | 0     | 0      | 1     |
| 8    | Estados Unidos  | 1   | 0     | 0      | 1     |
| 10   | República Checa | 0   | 4     | 2      | 6     |
| 11   | Nueva Zelanda   | 0   | 3     | 1      | 4     |
| 12   | Alemania        | 0   | 2     | 5      | 7     |
| 13   | Austria         | 0   | 2     | 2      | 4     |
| 14   | México          | 0   | 1     | 0      | 1     |
| 15   | Australia       | 0   | 0     | 1      | 1     |
| 15   | Países Bajos    | 0   | 0     | 1      | 1     |
|      | TOTAL           | 30  | 30    | 30     | 90    |